# This American Life
This American Life (с англ. — «Эта американская жизнь») — еженедельная американская документальная радиопередача Айры Гласса. Первый эфир состоялся 17 ноября 1995 года, когда она ещё называлась «Your Public Playhouse». До июня 2014 распространением передачи занималась организация Public Radio International, после организаторы передачи стали заниматься самораспространением через Public Radio Exchange, отсылая новые эпизоды различным радиостанциям. Она также доступна в качестве бесплатного подкаста.
С июня 2007 по май 2008 на кабельном канале Showtime шла телевизионная адаптация данной программы.

## Формат
Каждый выпуск имеет свою определённую тему, которая обычно раскрывается в нескольких так называемых «актах». Работают над ними как штатные сотрудники, так и удалённые. Бывает, что весь эпизод состоит лишь из одного акта, а наибольшее количество актов было в выпуске «20 Acts in 60 Minutes» (с англ. — «20 актов за 60 минут»).
Темы варьируются от выпуска к выпуску. Часто это истории от первого лица. Настроение передачи — от мрачного до ироничного, от наводящего на размышления до юмористического. Бывает, что истории передачи связаны с текущими событиями, например ураган Катрина в выпуске «After the Flood» (с англ. — «После наводнения»).